# Sunshine Alley
Sunshine Alley è un film muto del 1917 diretto da John W. Noble. La storia d'amore tra una fanciulla povera e il figlio di un milionario è interpretata da Mae Marsh e da Robert Harron, due tra gli attori preferiti di D.W. Griffith.

## Trama
In una zona povera della città vive la piccola Nell, che trascorre il tempo lavorando nel negozio di uccelli del nonno, deliziata dalla compagnia del suoi piccoli amici pennuti. Un giorno, il nonno viene investito dall'automobile guidata da Mr. Morris, un milionario il quale offre una grossa cifra per comperare uno degli uccelli, un ciuffolotto. Ma il nonno rifiuta il denaro, perché la bestiola è la preferita di Nell.
Ned, il figlio di Morris, è colpito dalla bellezza della ragazza e le chiede di chiamarlo in caso avesse bisogno di aiuto. Il nonno, in effetti, ha bisogno di costose cure mediche: così Nell chiama Ned offrendogli in vendita l'uccello.
Il ciuffoloffo però si ammala, e Nell viene chiamata a curarlo. I due giovani, frequentandosi, capiscono di amarsi. Ma la loro storia sta per essere rovinata da Carlo, il fratello di Nell, che penetra nella casa di Morris per compiervi un furto.
Alla fine, Carlo viene redento e il nonno riesce ad avere le cure di cui ha bisogno.

## Produzione
Il film fu prodotto dalla Goldwyn Pictures Corporation

## Distribuzione
Distribuito dalla Goldwyn Distributing Company, il film uscì nelle sale USA il 3 novembre 1917.

### Date di uscita
IMDb
- USA	3 novembre 1917
- Portogallo	11 novembre 1921

Alias
- A Alegria do Bairro  	Portogallo